# 126e bataillon de tirailleurs sénégalais
Le 126e bataillon de tirailleurs sénégalais (126e BTS) est un bataillon des troupes coloniales françaises, créé à la fin de la Première Guerre mondiale puis déployé en Macédoine.

## Création et différentes dénominations
- 23 juillet 1918 : formation du 126e bataillon de tirailleurs sénégalais à Fréjus avec des éléments prélevés aux 124e et 125e BTS
- 1920 : dissolution[réf. souhaitée]

## Chefs de corps
- 23 juillet 1918 : Chef de Bataillon Fortin
- 11 septembre 1918 : Chef de Bataillon Pisson Jaubert d'Aubry de Puymorin

## Historique des opérations du126eBTS
Le bataillon est créé le 23 juillet 1918 au camp Largeau à Fréjus, avec uniquement l'encadrement. Il reçoit ses tirailleurs le 28 août.
Il embarque les 17 et 18 septembre pour l'armée d'Orient. Il arrive à Salonique à partir du 30.
Le bataillon est affecté en 1919 à la garde des stocks de l'armée d'Orient en voie de liquidation. Le 1er octobre 1919, le bataillon reçoit les éléments du 133e BTS qui vient d'être dissous.